# Minnesota Vikings
Minnesota Vikings  är ett professionellt amerikansk fotbollslag från Minneapolis, Minnesota. Vikings spelar i National Football League (NFL) som medlemmar i National Football Conference (NFC) North Division. Laget etablerades 1960 och fick sitt namn efter de skandinaviska vikingarna.

## Grundat
1961 i samband med NFL:s utvidgning.

## Hemmaarena

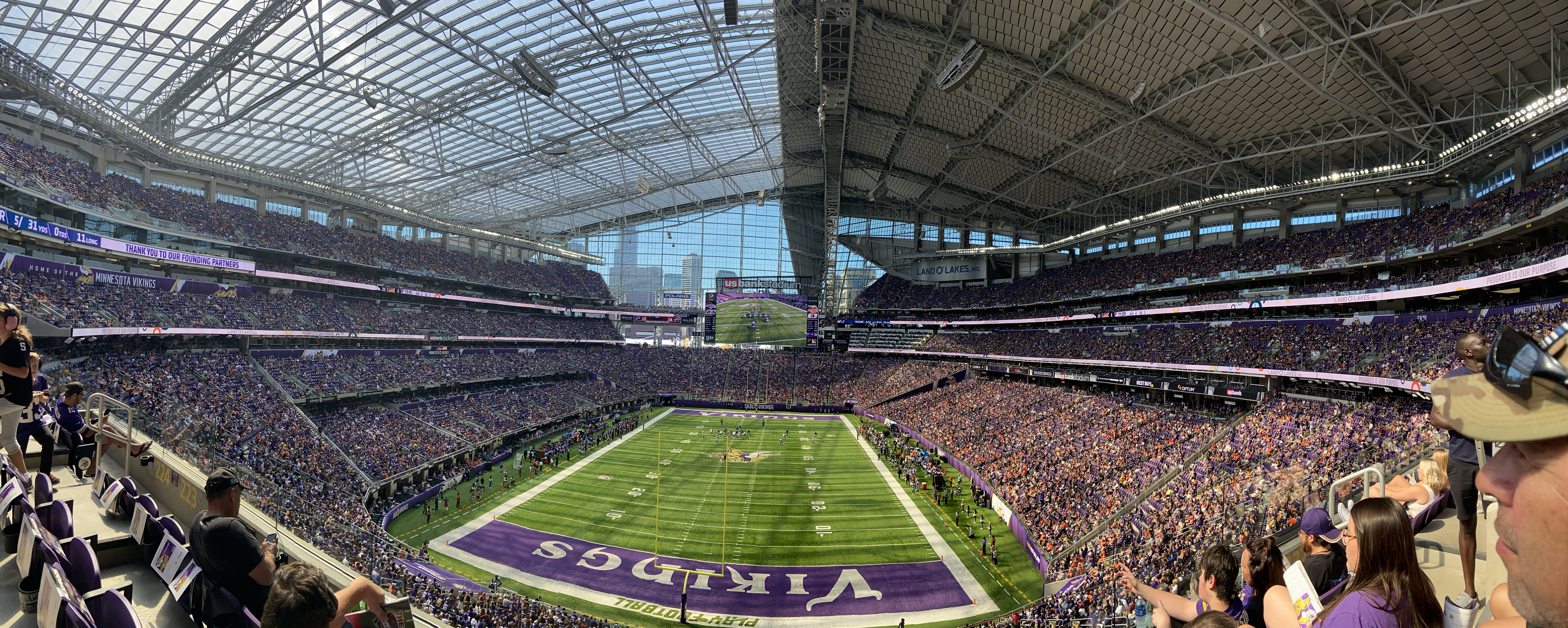
U.S Bank Stadium – Minnesota Vikings hemmaplan sedan 2016.

Vikings spelar sina hemmamatcher på U.S. Bank Stadium sedan 2016. Arenan har en publikkapacitet på 66 860 åskådare, vilket är den 23:e största NFL-arenan. Arenan rankas allt som oftast som den bästa i hela ligan då den med sitt inglasade tak och väggar ger en specifik upplevelse och syn mot centrala Minneapolis.
1982–2013 var Hubert H. Humphrey Metrodome hemmaarena för laget. Efter ett beslut att arenan skulle rivas flyttade laget år 2013 till TCF Bank Stadium, där de spelade 2014 och 2015 års säsonger. 2016 flyttade laget till nya hemmaarenan, som byggdes på platsen där den nu rivna Hubert H. Humphrey Metrodome  var belägen.
- Metropolitan Stadium (1961–1981)
- Hubert H. Humphrey Metrodome (1982–2013)
- TCF Bank Stadium (2014–2015)
- U.S. Bank Stadium (2017– )

## Namnet
Laget namngavs officiellt Minnesota Vikings den 27 september 1960. Namnet är delvis tänkt att spegla Minnesotas plats som ett centrum för skandinavisk-amerikansk kultur.

## Tävlingsdräkt
- Hemma: Violett tröja med vit text, vita byxor med violett/gula revärer
- Borta: Vit tröja med violett text, vita byxor med violett/gula revärer
- Hjälm: Violett med vitt bockhorn på sidorna

## Mästerskapsvinster
1 – (1969)

## Super Bowl
- Nummer IV 1970 med förlust mot Kansas City Chiefs
- Nummer VIII 1974 med förlust mot Miami Dolphins
- Nummer IX 1975 med förlust mot Pittsburgh Steelers
- Nummer XI 1977 med förlust mot Oakland Raiders

## Övrigt
- Vikings är det enda laget i NFL som har en mänsklig maskot. Han heter Ragnar.
- Publikrekordet för amerikansk fotboll i Sverige, 33 150, sattes då Minnesota Vikings spelade en vänskapsmatch mot Chicago Bears på Ullevi den 14 augusti 1988.
- Den 6 oktober 2005 inträffade en påstådd sexfest, där sjutton nyckelspelare i laget medverkade.[4][5] Skandalen blev en nyckelhändelse i lagets historia, vilket ledde till att huvudtränaren Mike Tice sparkades, och ersattes av Brad Childress, som skulle leda laget till 2009 års NFC-final.[6]